# Ali Ayari
Pour les articles homonymes, voir Ayari.
Ali Ayari, né le 23 février 1990 à Bizerte, est un footballeur tunisien évoluant au poste de gardien à l'Avenir sportif de Soliman.

## Carrière
- 2007-juillet 2012 : Club athlétique bizertin (Tunisie)
- juillet 2012-juillet 2013 : Espoir sportif de Hammam Sousse (Tunisie)
- juillet 2013-juillet 2014 : El Gawafel sportives de Gafsa (Tunisie)
- juillet 2014-janvier 2015 : Étoile sportive de Métlaoui (Tunisie)
- janvier-juillet 2015 : Club athlétique bizertin (Tunisie)
- juillet 2015-juillet 2016 : Étoile olympique de Sidi Bouzid (Tunisie)
- juillet 2016-juillet 2018 : Avenir sportif de Gabès (Tunisie)
- juillet 2018-juillet 2019 : Al-Kawkab FC (en) (Arabie saoudite)
- juillet 2019-octobre 2020 : Club athlétique bizertin (Tunisie)
- octobre 2020-juillet 2022 : Union sportive de Ben Guerdane (Tunisie)
- depuis juillet 2022 : Avenir sportif de Soliman (Tunisie)